# Corfe Mullen
Corfe Mullen – wieś w Anglii, w hrabstwie Dorset, w dystrykcie (unitary authority) Dorset. Leży 31 km na wschód od miasta Dorchester i 155 km na południowy zachód od Londynu. W 2001 miejscowość liczyła 10 147 mieszkańców.